# 37. ceremonia wręczenia Europejskich Nagród Filmowych
37. ceremonia wręczenia Europejskich Nagród Filmowych odbędzie się 7 grudnia 2024 roku w Lucernie, w miejscowym Centrum Kulturalno-Kongresowym. Będzie to pierwsza ceremonia rozdania nagród EFA, która zorganizowana zostanie w Szwajcarii.
Nominacje do nagród ogłoszone zostaną miesiąc przed uroczystością. Nagrodę za osiągnięcia życia otrzyma niemiecki reżyser Wim Wenders.